# Halalaimus terrestris
Halalaimus terrestris is een rondwormensoort uit de familie van de Oxystominidae. De wetenschappelijke naam van de soort is voor het eerst geldig gepubliceerd in 1959 door Gerlach.